# Lista de episódios de Hotel Transylvania: A Série

Logótipo da série.

Hotel Transylvania: The Series é uma serie que estreou em 25 de junho de 2017 no Disney Channel, produzida pela Sony Pictures Animation e Nelvana, e é baseada no filme Hotel Transylvania e na sua sequência de, Hotel Transylvania 2.
Estreou a 25 de junho de 2017, nos Estados Unidos, e em Portugal, teve uma pré-estreia em 7 de outubro de 2017, e estreou oficialmente em 21 de outubro de 2017.
No Brasil, a série estreou no dia 28 de abril de 2018.

## Episódios
| Temporada | Temporada | Episódios | Exibição original    | Exibição original     | Exibição em Portugal | Exibição em Portugal  | Exibição no Brasil   | Exibição no Brasil    |
| Temporada | Temporada | Episódios | Estreia de temporada | Final de temporada    | Estreia de temporada | Final de temporada    | Estreia de temporada | Final de temporada    |
| --------- | --------- | --------- | -------------------- | --------------------- | -------------------- | --------------------- | -------------------- | --------------------- |
|           | 1         | 26        | 25 de junho de 2017  | 25 de outubro de 2018 | 7 de outubro de 2017 | 14 de janeiro de 2019 | 28 de abril de 2018  | 31 de outubro de 2018 |
|           | 2         | 26        | 8 de outubro de 2019 | 29 de outubro de 2020 | 13 de julho de 2020  | —                     | 3 de janeiro de 2020 | —                     |

### 1ª Temporada (2017-18)
| #   | #   | Titulo | Dirigido por | Escrito por                 | Storyboard por   | Estreias                                                            | Audiência (em milhões) |
| --- | --- | --- | ------------ | --------------------------- | ---------------- | ------------------------------------------------------------------- | ---------------------- |
| 1a  | 1a  | "A Chegada da Cata-Macacos (PT) Chegou a Cutucadora de Nariz (BR)" "Enter the Nose Picker"                                            | Robin Budd   | Mark Steinberg              | Frank Litzen     | 25 de junho de 2017 7 de outubro de 2017 28 de abril de 2018        | 0.96                   |
| 1b  | 1b  | "Esconde e Grita (PT) Esconde e Guincha (BR)" "Hide & Shriek"                                                                         | Robin Budd   | Ben Joseph                  | Eugene McDermott | 25 de junho de 2017 7 de outubro de 2017 28 de abril de 2018        | 0.96                   |
| 2a  | 2a  | "Sexta-feira de Susto (PT) Sexta-Feira da Uruca (BR)" "Bad Friday"                                                                    | Robin Budd   | Alex Ganetakos              | Brandon Kruse    | 26 de junho de 2017 21 de outubro de 2017 6 de maio de 2018         | 1.09                   |
| 2b  | 2b  | "Cestos de Gritos (PT) Mãos no Aro (BR)" "Hoop Screams"                                                                               | Robin Budd   | Emer Connon                 | Dave Thomas      | 26 de junho de 2017 21 de outubro de 2017 6 de maio de 2018         | 1.09                   |
| 3a  | 3a  | "Troca de Insetos (PT) Espantando Insetos (BR)" "Buggin' Out"                                                                         | Robin Budd   | Alice Prodanou              | TBA              | 27 de junho de 2017 22 de outubro de 2017 6 de maio de 2018         | 1.18                   |
| 3b  | 3b  | "Como Resolver um Problema Chamado Medusa (PT) Como Resolver um Problema como a Medusa (BR)" "How Do You Solve a Problem Like Medusa" | Robin Budd   | Andrew Harrison             | TBA              | 27 de junho de 2017 22 de outubro de 2017 6 de maio de 2018         | 1.18                   |
| 4a  | 4a  | "Aventuras da Vampira-sitter (PT) A Aventura da Babá Vampiresca (BR)" "Adventures In Vampiresitting"                                  | Robin Budd   | Mark Steinberg              | TBA              | 28 de junho de 2017 22 de outubro de 2017 6 de maio de 2018         | 1.12                   |
| 4b  | 4b  | "Ranhoca Ball (PT) Catarrobol (BR)" "Phlegm Ball"                                                                                     | Robin Budd   | Ben Joesph                  | TBA              | 28 de junho de 2017 22 de outubro de 2017 6 de maio de 2018         | 1.12                   |
| 5a  | 5a  | "Wendy Grande e Crescida (PT) Grande e Alta Wendy (BR)" "Wendy Big and Tall"                                                          | Robin Budd   | Emer Connon                 | TBA              | 29 de junho de 2017 28 de outubro de 2017 7 de maio de 2018         | 1.44                   |
| 5b  | 5b  | "A Sósia Maldita (PT) Presa-Sósias (BR)" "Doppelfanger"                                                                               | Robin Budd   | Andrew Harrison             | TBA              | 29 de junho de 2017 28 de outubro de 2017 7 de maio de 2018         | 1.44                   |
| 6a  | 6a  | "Salvadoro Diabólico (PT) Ovo Choco (BR)" "Great Eggspectations"                                                                      | Robin Budd   | Alice Prodanou              | TBA              | 9 de julho de 2017 28 de outubro de 2017 8 de maio de 2018          | 1.21                   |
| 6b  | 6b  | "Hotel Pensylvania (PT/BR)" "Hotel Pensylvania"                                                                                       | Robin Budd   | Andrew Harrison             | TBA              | 9 de julho de 2017 28 de outubro de 2017 8 de maio de 2018          | 1.21                   |
| 7a  | 7a  | "Pequeno-almoço com a Tia Lydia (PT) Café da Manhã da Lydia (BR)" "Breakfast at Lydia's"                                              | Robin Budd   | Ben Joseph                  | TBA              | 16 de julho de 2017 29 de outubro de 2017 9 de maio de 2018         | 0.83                   |
| 7b  | 7b  | "Sarilhos com as Wendies (PT) O Problema da Wendy (BR)" "The Trouble with Wendies"                                                    | Robin Budd   | Alex Ganetakos              | TBA              | 16 de julho de 2017 29 de outubro de 2017 9 de maio de 2018         | 0.83                   |
| 8a  | 8a  | "O Espetáculo de Frankenstein (PT) A Façanha do Hank (BR)" "Frankenstunt"                                                             | Robin Budd   | Andrew Harrison             | TBA              | 23 de julho de 2017 29 de outubro de 2017 10 de maio de 2018        | 1.05                   |
| 8b  | 8b  | "E Que Tal um Gosma? (PT) E o Blob? (BR)" "What About Blob?"                                                                          | Robin Budd   | Mark Steinberg              | TBA              | 23 de julho de 2017 29 de outubro de 2017 10 de maio de 2018        | 1.05                   |
| 9a  | 9a  | "O Clube das Maldições (PT) Clube da Praga (BR)" "Curse Club"                                                                         | Robin Budd   | Alice Prodanou              | TBA              | 30 de julho de 2017 4 de novembro de 2017 11 de maio de 2018        | 1.12                   |
| 9b  | 9b  | "Apanhem Esse Caixão (PT) Caixão Desvairado (BR)" "Casket if You Can"                                                                 | Robin Budd   | Emer Connon                 | TBA              | 30 de julho de 2017 4 de novembro de 2017 11 de maio de 2018        | 1.12                   |
| 10a | 10a | "Um Susto de Morte (PT) Um Susto para Relembrar (BR)" "A Scare to Remember"                                                           | Robin Budd   | Ben Joseph                  | TBA              | 6 de agosto de 2017 5 de novembro de 2017 14 de maio de 2018        | 1.05                   |
| 10b | 10b | "Hank no Corpo de um Rapaz (PT) Hank e o Menino de Verdade (BR)" "Hank and the Real Boy"                                              | Robin Budd   | Alice Prodanou              | TBA              | 6 de agosto de 2017 5 de novembro de 2017 14 de maio de 2018        | 1.05                   |
| 11a | 11a | "Um Problema de Ligaduras (PT) Enfaixados (BR)" "The Wrapture"                                                                        | Robin Budd   | Alex Ganetakos              | TBA              | 20 de agosto de 2017 16 de julho de 2018 15 de maio de 2018         | 0.80                   |
| 11b | 11b | "A Transformação em Klaus (PT) Virando Klaus (BR)" "Becoming Klaus"                                                                   | Robin Budd   | Emer Connon                 | TBA              | 20 de agosto de 2017 16 de julho de 2018 15 de maio de 2018         | 0.80                   |
| 12a | 12a | "119 Primaveras (PT) 116 Velas (BR)" "116 Candles"                                                                                    | Robin Budd   | Andrew Harrison             | TBA              | 1 de outubro de 2017 17 de julho de 2018 16 de maio de 2018         | 1.18                   |
| 12b | 12b | "Para ou a Minha Mamã Grita (PT) Para, Senão Minha Mamãe Múmia Grita (BR)" "Stop or My Mummy Will Shout"                              | Robin Budd   | Ben Joseph                  | TBA              | 1 de outubro de 2017 17 de julho de 2018 16 de maio de 2018         | 1.18                   |
| 13  | 13  | "A Lenda da Abóbora Estripadora (PT) A Lenda do Tripa de Abóbora (BR)" "The Legend of Pumpkin Guts"                                   | Robin Budd   | Mark Steinberg              | TBA              | 8 de outubro de 2017 31 de outubro de 2018 7 de setembro de 2018    | 0.84                   |
| 14a | 14a | "Uns Truques na Manga (PT) Mágica e Risos (BR)" "Fright of Hand"                                                                      | Robin Budd   | Alex Ganetakos              | TBA              | 15 de outubro de 2017 18 de julho de 2017 17 de maio de 2018        | 1.00                   |
| 14b | 14b | "Meu, Onde Meteste o Alho? (PT) Cara, Cadê o meu Alho? (BR)" "Dude Where's My Garlic?"                                                | Robin Budd   | Emer Connon                 | TBA              | 15 de outubro de 2017 18 de julho de 2017 17 de maio de 2018        | 1.00                   |
| 15a | 15a | "Sarilhos com Asas (PT) O Bater das Asas (BR)" "Bat Flap Fever"                                                                       | Robin Budd   | Ben Joseph                  | TBA              | 22 de outubro de 2017 19 de julho de 2017 18 de maio de 2018        | 0.77                   |
| 15b | 15b | "Um Pulgar Vampiresco (PT) Polegares e Dedões (BR)" "Thumb and Thumber"                                                               | Robin Budd   | Alice Prodanou              | TBA              | 22 de outubro de 2017 19 de julho de 2017 18 de maio de 2018        | 0.77                   |
| 16a | 16a | "Lavagem Cerebral (PT/BR)" "Brain Drain"                                                                                              | Robin Budd   | Alice Prodanou              | TBA              | 4 de novembro de 2017 23 de julho de 2017 18 de maio de 2018        | 0.89                   |
| 16b | 16b | "O Cabelo de Hoje, é a Careca de Amanhã (PT) Maldição Capilar (BR)" "Hair Today, Gone Tomorrow"                                       | Robin Budd   | Andrew Harrison             | TBA              | 4 de novembro de 2017 23 de julho de 2017 18 de maio de 2018        | 0.89                   |
| 17a | 17a | "A Mentira da Agulha (PT) Solta o Som (BR)" "Drop The Needle"                                                                         | Robin Budd   | Alex Ganetakos              | TBA              | 11 de novembro de 2017 24 de julho de 2017 14 de setembro de 2018   | 0.83                   |
| 17b | 17b | "Teste de Medicina (PT) Anatomia do Nojo (BR)" "Really Gross Anatomy"                                                                 | Robin Budd   | Emer Connon                 | TBA              | 11 de novembro de 2017 24 de julho de 2017 14 de setembro de 2018   | 0.83                   |
| 18  | 18  | "Arrepio na Véspera de Natal (PT) Susto na Véspera do Monstronatal (BR)" "The Fright Before Creepmas"                                 | Robin Budd   | Andrew Harrison             | TBA              | 2 de dezembro de 2017 24 de dezembro de 2018 28 de setembro de 2018 | 0.72                   |
| 19a | 19a | "A Visita do João-pestana (PT) Saia João Pestana (BR)" "Exit Sandman"                                                                 | Robin Budd   | Alice Prodanou              | TBA              | 15 de outubro de 2018 26 de julho de 2018 28 de setembro de 2018    | TBA                    |
| 19b | 19b | "Hamburgueres de Morte (PT) Viagem pro Atropelado (BR)" "Roadkill Trip"                                                               | Robin Budd   | Ben Joseph                  | TBA              | 15 de outubro de 2018 26 de julho de 2018 28 de setembro de 2018    | TBA                    |
| 20a | 20a | "Apoio de Asas (PT) Az Indomável (BR)" "Top Wing"                                                                                     | Robin Budd   | Andrew Harrison             | TBA              | 16 de outubro de 2018 7 de janeiro de 2019 5 de outubro de 2018     | TBA                    |
| 20b | 20b | "Culinária Desastrosa (PT) Tomates Maus Fritos (BR)" "Fried Mean Tomatoe"                                                             | Robin Budd   | Emer Connon                 | TBA              | 16 de outubro de 2018 7 de janeiro de 2019 5 de outubro de 2018     | TBA                    |
| 21a | 21a | "Quatro Monstros e Um Funeral (PT/BR)" "Four Monsters and a Funeral"                                                                  | Robin Budd   | Alice Prodanou              | TBA              | 17 de outubro de 2018 8 de janeiro de 2019 12 de outubro de 2018    | TBA                    |
| 21b | 21b | "Arco-Íris Infernal (PT) Arco-Íris Mortal (BR)" "Rainbow Doom"                                                                        | Robin Budd   | Ben Joseph E Mike D'Ascenzo | TBA              | 17 de outubro de 2018 8 de janeiro de 2019 12 de outubro de 2018    | TBA                    |
| 22  | 22  | "Do Drácula Para o Futuro (PT) De Drácula Para o Futuro (BR)" "Drac to the Future"                                                    | Robin Budd   | Alex Ganetakos              | TBA              | 18 de outubro de 2018 25 de julho de 2018 19 de outubro de 2018     | TBA                    |
| 23a | 23a | "Quem Conta um Conto (PT) Histórias Macabras (BR)" "Gorytelling"                                                                      | Robin Budd   | Ben Joseph                  | TBA              | 22 de outubro de 2018 9 de janeiro de 2019 26 de outubro de 2018    | TBA                    |
| 23b | 23b | "Tudo Bons Monstros (PT) Alguns Monstros Bons (BR)" "A Few Good Monsters"                                                             | Robin Budd   | Andrew Harrison             | TBA              | 22 de outubro de 2018 9 de janeiro de 2019 26 de outubro de 2018    | TBA                    |
| 24a | 24a | "O Destino da Múmia (PT) Destino Mumificado (BR)" "Mummyfest Destiny"                                                                 | Robin Budd   | Alex Ganetakos              | TBA              | 23 de outubro de 2018 10 de janeiro de 2019 31 de outubro de 2018   | TBA                    |
| 24b | 24b | "Ferimentos Entre Irmãos (PT) Irmãos Desenfaixados (BR)" "Bandages of Brothers"                                                       | Robin Budd   | Andrew Harrison             | TBA              | 23 de outubro de 2018 10 de janeiro de 2019 31 de outubro de 2018   | TBA                    |
| 25a | 25a | "Noite Assombrada (PT) Festa Arrepiante (BR)" "Creepover Party"                                                                       | Robin Budd   | Mark Steinberg              | TBA              | 24 de outubro de 2018 11 de janeiro de 2019 31 de outubro de 2018   | TBA                    |
| 25b | 25b | "Frankenstein e Filho (PT/BR)" "Frankenstein & Son"                                                                                   | Robin Budd   | Alice Prodanou              | TBA              | 24 de outubro de 2018 11 de janeiro de 2019 31 de outubro de 2018   | TBA                    |
| 26  | 26  | "Vampirsário (PT) Presas de Debutante (BR)" "Fangceañera"                                                                             | Robin Budd   | Mark Steinberg              | TBA              | 25 de outubro de 2018 14 de janeiro de 2019 31 de outubro de 2018   | TBA                    |

### 2ª Temporada (2019-20)
| #   | #   | Titulo | Estreias                                                          | Audiência (em milhões) |
| --- | --- | --- | ----------------------------------------------------------------- | ---------------------- |
| 27a | 1a  | "TBA (PT) Bem Vindos ao Parque Humano (BR)" "Welcome to Human Park"                                           | 8 de outubro de 2019 outubro de 2020 3 de janeiro de 2020         | 0.27                   |
| 27b | 1b  | "TBA (PT) Terror Na TV (BR)" "Must Scream TV"                                                                 | 8 de outubro de 2019 outubro de 2020 3 de janeiro de 2020         | 0.27                   |
| 28  | 2   | "Um Casamento Viscoso (PT) Casada com Blob (BR)" "Married to the Blob"                                        | 9 de outubro de 2019 13 de julho de 2020 7 de fevereiro de 2020   | 0.21                   |
| 29a | 3a  | "Retrato de Mavis como Jovem Vampira (PT) Retrato da Jovem Mavis (BR)" "Portrait of Mavis as a Young Vampire" | 10 de outubro de 2019 13 de julho de 2020 14 de fevereiro de 2020 | 0.19                   |
| 29b | 3b  | "Paixoneta Viscosa (PT) Crush Pegajoso (BR)" "Goo Crush"                                                      | 10 de outubro de 2019 13 de julho de 2020 14 de fevereiro de 2020 | 0.19                   |
| 30a | 4a  | "Cabeçorras (PT/BR)" "Freakerheads"                                                                           | 11 de outubro de 2019 14 de julho de 2020 21 de fevereiro de 2020 | 0.29                   |
| 30b | 4b  | "Quem o Pivete Espanta (PT) Por quem Os Fedores Dobram (BR)" "For Whom the Smell Tolls"                       | 11 de outubro de 2019 14 de julho de 2020 21 de fevereiro de 2020 | 0.29                   |
| 31a | 5a  | "Gritos e Bonecas (PT) Choros e Bonecas (BR)" "Cries and Dolls"                                               | 15 de outubro de 2019 15 de julho de 2020 28 de março de 2020     | 0.18                   |
| 31b | 5b  | "Hipnosferatu (PT) Vampnose (BR)" "Hypnosferatu"                                                              | 15 de outubro de 2019 15 de julho de 2020 28 de março de 2020     | 0.18                   |
| 32a | 6a  | "Melhores Amigas Peludas (PT) Melhores Peludas Pra Sempre (BR)" "Best Friends Furever"                        | 16 de outubro de 2019 16 de julho de 2020 6 de abril de 2020      | 0.27                   |
| 32b | 6b  | "Vampira Fantástica (PT) Vampiro Fantasia (BR)" "Fantasy Vamp"                                                | 16 de outubro de 2019 16 de julho de 2020 6 de abril de 2020      | 0.27                   |
| 33a | 7a  | "Monsdrastos (PT) Monstros Meio-Irmãos (BR)" "Stepmonsters"                                                   | 17 de outubro de 2019 27 de julho de 2020 13 de abril de 2020     | 0.24                   |
| 33b | 7b  | "Quem Conhece Melhor a Mavis (PT) É Melhor Conhecer Sua Mavis (BR)" "Better Know Your Mavis"                  | 17 de outubro de 2019 27 de julho de 2020 13 de abril de 2020     | 0.24                   |
| 34a | 8a  | "Os Pavores do Norte (PT) Aurora Fantasmal (BR)" "The Northern Frights"                                       | 18 de outubro de 2019 28 de julho de 2020 20 de abril de 2020     | ASD                    |
| 34b | 8b  | "Não Temam o Agente Imobiliário (PT) Não Tema a Corretora (BR)" "Don't Fear the Realtor"                      | 18 de outubro de 2019 28 de julho de 2020 20 de abril de 2020     | ASD                    |
| 35a | 9a  | "Com Mil Bebés (PT) Santa Raiva (BR)" "Holy Babies"                                                           | 21 de outubro de 2019 29 de julho de 2020 27 de abril de 2020     | ASD                    |
| 35b | 9b  | "O Novo Poncho da Tia Lydia (PT) A Roupa Nova da Tia Lydia (BR)" "Aunt Lydia's New Clothes"                   | 21 de outubro de 2019 29 de julho de 2020 27 de abril de 2020     | ASD                    |
| 36a | 10a | "Só Tenho Olhos para a Gosma (PT) Eu Só Tenho Olhos Para Gosma (BR)" "I Only Have Eyes for Goo"               | 22 de outubro de 2019 30 de julho de 2020 27 de julho de 2020     | ASD                    |
| 36b | 10b | "Fala-me em Blobês (PT) Fale em Blobês Comigo (BR)" "Talk Blobbish to Me"                                     | 22 de outubro de 2019 30 de julho de 2020 28 de julho de 2020     | ASD                    |
| 37a | 11a | "A Varinha da Ambição (PT) A Ambição da Varinha (BR)" "Wand Ambition"                                         | 23 de outubro de 2019 31 de julho de 2020 29 de julho de 2020     | ASD                    |
| 37b | 11b | "Perdido na Transilvadução (PT) Perdido na Transdução (BR)" "Lost in Transylvation"                           | 23 de outubro de 2019 31 de julho de 2020 30 de julho de 2020     | ASD                    |
| 38a | 12a | "TBA (PT) A Canção Permanece Adormecida (BR)" "The Song Remains Asleep"                                       | 24 de outubro de 2019 10 de agosto de 2020 30 de julho de 2020    | ASD                    |
| 38b | 12b | "TBA (PT) O Bebê Tem Corcunda (BR)" "Baby Got Hunchback"                                                      | 24 de outubro de 2019 10 de agosto de 2020 30 de julho de 2020    | ASD                    |
| 39a | 13a | "TBA (PT) O Estilo de Vida Pós a Morte dos Ricos e da Mavis (BR)" "Afterlifestyles of the Rich and Mavis"     | 25 de outubro de 2019 11 de agosto de 2020 30 de julho de 2020    | ASD                    |
| 39b | 13b | "TBA (PT) O Clube das Babás da Mavis (BR)" "The Mavysitters Club"                                             | 25 de outubro de 2019 11 de agosto de 2020 30 de julho de 2020    | ASD                    |
| 40  | 14  | "TBA (PT) TBA (BR)" "A Year Without Creepmas"                                                                 | 7 de dezembro de 2019 dezembro de 2020                            | ASD                    |
| 41a | 15a | "TBA (PT) Casualidades da Verruga (BR)" "Casualties of Wart"                                                  | 3 de outubro de 2020 12 de agosto de 2020 12 de outubro de 2020   | ASD                    |
| 41b | 15b | "TBA (PT) Quando a Vida Após a Morte Te Dá Uma Arranhonada (BR)" "When the Afterlife Gives You Phlegmonade"   | 3 de outubro de 2020 12 de agosto de 2020 13 de outubro de 2020   | ASD                    |
| 42a | 16a | "TBA (PT) Vermelho Morto-Vivo (BR)" "Undead Red"                                                              | 4 de outubro de 2020 13 de agosto de 2020 14 de outubro de 2020   | ASD                    |
| 42b | 16b | "TBA (PT) Klaus do Sol Nascente (BR)" "Klaus of the Rising Sun"                                               | 4 de outubro de 2020 13 de agosto de 2020 15 de outubro de 2020   | ASD                    |
| 43  | 17a | "TBA (PT) Uma Princesa Para o Vestido (BR)" "Say Princess to the Dress"                                       | 10 de outubro de 2020 2020 16 de outubro de 2020                  | ASD                    |
| 43b | 17b | "TBA (PT) O Nome do Musaranho (BR)" "The Naming of the Shrew"                                                 | 10 de outubro de 2020 2020 19 de outubro de 2020                  | ASD                    |
| 44b | 18a | "TBA (PT) A Morte Se Torna Outro (BR)" "Death Becomes Him"                                                    | 11 de outubro de 2020 2020 20 de outubro de 2020                  | ASD                    |
| 44b | 18b | "TBA (PT) A Bolsa da Múmia (BR)" "Purse of the Mummy"                                                         | 11 de outubro de 2020 2020 21 de outubro de 2020                  | ASD                    |
| 45a | 19a | "TBA (PT) A Chefe da Capa (BR)" "Cape Boss"                                                                   | 17 de outubro de 2020 2020 22 de outubro de 2020                  | ASD                    |
| 45b | 19b | "TBA (PT) O Restaurante dos Mortos (BR)" "Diner of the Dead"                                                  | 17 de outubro de 2020 2020 23 de outubro de 2020                  | ASD                    |
| 46a | 20a | "TBA (PT) Chefe Infiltrada a Sete Palmos (BR)" "Six Feet Undercover Boss"                                     | 18 de outubro de 2020 2020 26 de outubro de 2020                  | ASD                    |
| 46b | 20b | "TBA (PT) Efeito Fantasma (BR)" "Ghost Effect"                                                                | 18 de outubro de 2020 2020 27 de outubro de 2020                  | ASD                    |
| 47a | 21a | "TBA (PT) Wendy Vitual (BR)" "World Wide Wendy"                                                               | 24 de outubro de 2020 2020 28 de outubro de 2020                  | ASD                    |
| 47b | 21b | "TBA (PT) Preso No Meio da Gosma (BR)" "Stuck in the Middle with Goo"                                         | 24 de outubro de 2020 2020 29 de outubro de 2020                  | ASD                    |
| 48a | 22a | "TBA (PT) TBA (BR)" "The Shawhank Redemption"                                                                 | 25 de outubro de 2020 2020                                        | ASD                    |
| 48b | 22b | "TBA (PT) TBA (BR)" "Friendship is Tragic"                                                                    | 25 de outubro de 2020 2020                                        | ASD                    |
| 49a | 23a | "TBA (PT) TBA (BR)" "Cursery Rhymes"                                                                          | 26 de outubro de 2020 2020                                        | ASD                    |
| 49b | 23b | "TBA (PT) TBA (BR)" "I Did it All for the Cookie"                                                             | 26 de outubro de 2020 2020                                        | ASD                    |
| 50a | 24a | "TBA (PT) TBA (BR)" "Fangs for the Memories"                                                                  | 27 de outubro de 2020 2020                                        | ASD                    |
| 50b | 24b | "TBA (PT) TBA (BR)" "Sleepers Creepers"                                                                       | 27 de outubro de 2020 2020                                        | ASD                    |
| 51a | 25a | "TBA (PT) TBA (BR)" "Polterguest"                                                                             | 28 de outubro de 2020 2020                                        | ASD                    |
| 51b | 25b | "TBA (PT) TBA (BR)" "Hair Raiser"                                                                             | 28 de outubro de 2020 2020                                        | ASD                    |
| 52  | 26  | "TBA (PT) TBA (BR)" "What Lycidias Beneath"                                                                   | 29 de outubro de 2020 2020                                        | ASD                    |